# Навалью
Навалью (порт. Navalho)  —  район (фрегезия) в Португалии,  входит в округ Браганса. Является составной частью муниципалитета  Мирандела. По старому административному делению входил в провинцию Траз-уж-Монтиш и Алту-Дору. Входит в экономико-статистический  субрегион Алту-Траз-уш-Монтеш, который входит в Северный регион. Население составляет 130 человек на 2001 год. Занимает площадь 8,56 км².
Покровителем района считается Дева Мария (порт. Nossa Senhora da Purificação). 